# Bitva u Dunbaru (1296)
Bitva u Dunbaru byla jediným významným střetnutím tažení roku 1296 v počátcích první války Skotů za nezávislost.

## Pozadí

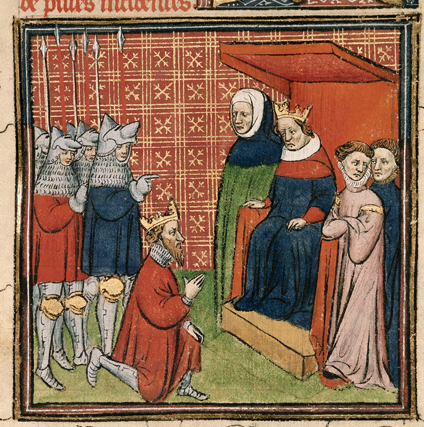
Skotský král Jan I. klečící před anglickým králem Eduardem I.

V březnu 1296 napadl anglický král Eduard I. Skotsko, aby potrestal skotského krále Jana I. za to, že odmítl podpořit anglické vojenské tažení ve Francii.  Po vyplenění města Berwick-upon-Tweed 30. března 1296 Eduard hodlal dobýt celé Skotsko. V Berwicku se měsíc zdržel, aby dohlédl na posílení jeho obrany. Tam také 5. dubna obdržel list od Jana I., v němž skotský král odvolal svůj slib věrnosti. Eduard I. na to prý poznamenal: „Ach, jaké pošetilosti se dopouští. Když nepřijde on k nám, půjdeme my k němu.“  
Dalším cílem Eduardova tažení byl hrad ve městě Dunbaru patřící earlovi z Marche Patrickovi. Dunbar leží jen asi 50 km severně od Berwicku. Hrabě z Marche byl sice na straně Angličanů, ale jeho žena Marjory, sestra earla z Buchanu, nesdílela politickou loajalitu svého manžela a umožnila skotským vojákům, aby hrad obsadili. Eduard vyslal jednoho ze svých zástupců, Johna de Warenne, 6. earla ze Surrey, který byl tchánem Jana I., v čele velkého počtu rytířů na sever, aby pevnost oblehl. Obránci hradu poslali králi Janovi, který tábořil s hlavní částí své armády v nedalekém Haddingtonu, zprávu s naléhavou žádostí o pomoc. Janova armáda, nebo její větší část, se proto přesunula na pomoc k Dunbaru.  Král Jan, jehož velitelské schopnosti byly ještě menší než ty vládcovské, své vojsko nedoprovázel. Nastávala závěrečná fáze tažení roku 1296.  

## Bitva
K bitvě došlo asi 3 km jižně od Dunbarského hradu. Obě vojska se dostala na dohled 27. dubna. Skotové zaujali výhodnou pozici na několika vyvýšeninách na západě. Anglická jízda proto musela překonat rokli, jíž protékal spottský potok. Přitom se její vyrovnané řady rozpadly, což si Skotové mylně vyložili jako přípravu na ústup. Opustili proto své pozice v neuspořádaném výpadu. Zkušení a dobře vycvičení angličtí rytíři však vzápětí opět zformovali své řady a skotský útok odrazili. Poté převzali iniciativu a přešli do protiútoku, při němž dezorganizované Skoty rozdrtili. Boj byl krátký a zřejmě ne moc krvavý, jelikož jedinou obětí byl údajně lothianský rytíř sir Patrick Graham. V Anglickém zajetí nicméně skončilo asi 100 skotských lordů, rytířů a ozbrojenců. Skotové se stáhli do bezpečí na západ do oblasti Selkirkshire, dnes Scottish Borders. Následujícího dne dorazil do Dunbaru osobně král Eduard, načež se posádka Dunbarského hradu vzdala. Někteří významní skotští šlechtici byli poté posláni do zajetí v Anglii.

## Dozvuky
Bitva u Dunbaru znamenala jasné vítězství Angličanů a prakticky tak ukončila jejich válečné tažení do Skotska v roce 1296. Zbytek byl už v podstatě jen velkou vyčišťovací operací. Jakub (James) Stewart, 5. dědičný Nejvyšší hofmistr skotského království, bez boje vydal důležitou pevnost hrad Roxburgh a ostatní šlechtici rychle následovali jeho příkladu. Jen posádka Edinburského hradu týden vzdorovala obléhacím strojům Eduardova vojska. Skotské setnině vyslané na pomoc králi Janovi, který uprchl na sever do Forfaru, bylo řečeno, aby se postarala o vlastní bezpečnost. Král Eduard, věrný svému slovu („Když nepřijde on k nám, půjdeme my k němu.“) postupoval při pronásledování krále Jana do středního a severního Skotska. Hrad Stirling, který střežil důležitý brod na řece Forth, jeho posádka opustila, kromě správce, který zůstal, aby Angličanům předal klíče. Král Jan dorazil 21. června do Perthu, kde jej dostihla Eduardova zpráva s nabídkou míru.
Král Jan se vzdal a podrobil se vleklému ponižování. Na hradě Kincardine u Perthu se 2. července přiznal ke vzpouře a modlil se za odpuštění. Pět dní nato, 7. července, se na kostelním pozemku ve vsi Stracathro veřejně vzdal smlouvy s Francií a potvrdil svoje smíření s králem Eduardem. Příštího dne, tedy 8. července, došlo ve městě Montrose na největší pohanu: Jan I. byl slavnostně zbaven svých královských rouch a biskup z Durhamu Antony Bek vypáral z jeho svrchního oděvu červený a zlatý skotský královský erb. Dva dny nato, 10. července 1296, Jan I. abdikoval. Spolu se svým synem Eduardem Balliolem byl odvezen do Londýna, kde byl tři roky držen v Toweru. Brzy poté se do Londýna navrátil i anglický král, který s sebou kromě jiné kořisti přivezl též korunovační kámen skotských králů, takzvaný Sconeský kámen.

## Bojiště
V roce 2012  bylo území, na němž došlo k bitvě, přidáno na Seznam skotských historických bojišť jako položka BTL 31. Nevládní veřejná organizace Historic Environment Scotland uvádí, že z místa bitvy nebyly hlášeny žádné archeologické nálezy a že vykopávky prováděné v roce 2007 nepřinesly žádné nálezy související s bitvou. Není však vyloučeno, že v půdě mohou ležet neobjevené zbraně a další kovové předměty pocházející z této bitvy.